# Parotis pomonalis
Parotis pomonalis là một loài bướm đêm trong họ Crambidae.